# Woreczek krtaniowy

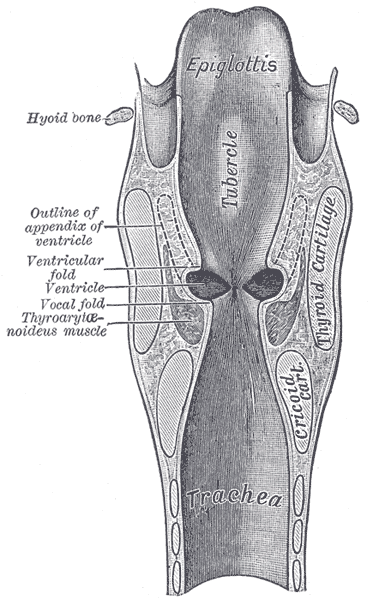
Przekrój krtani człowieka. Woreczek krtaniowy zaznaczono opisem Outline of appendix of ventricle, nad kieszonką krtaniową. Rysunek z Henry Gray, Anatomy of the Human Body, 1918

Woreczek krtaniowy (łac. sacculus laryngis), inaczej przydatek kieszonki krtaniowej (appendix ventriculi laryngis) nazywany potocznie workiem krtaniowym, gardzielowym lub rezonansowym – uchyłek kieszonki krtaniowej występujący u większości ssaków łożyskowych, w tym u wszystkich naczelnych. Znajduje się w przedniej, środkowej części krtani. Pokryty jest licznymi gruczołami śluzowymi. Mięśnie otaczające woreczek krtaniowy ściskają go, powodując wyciśnięcie zawartej w nim wydzieliny na więzadła głosowe.

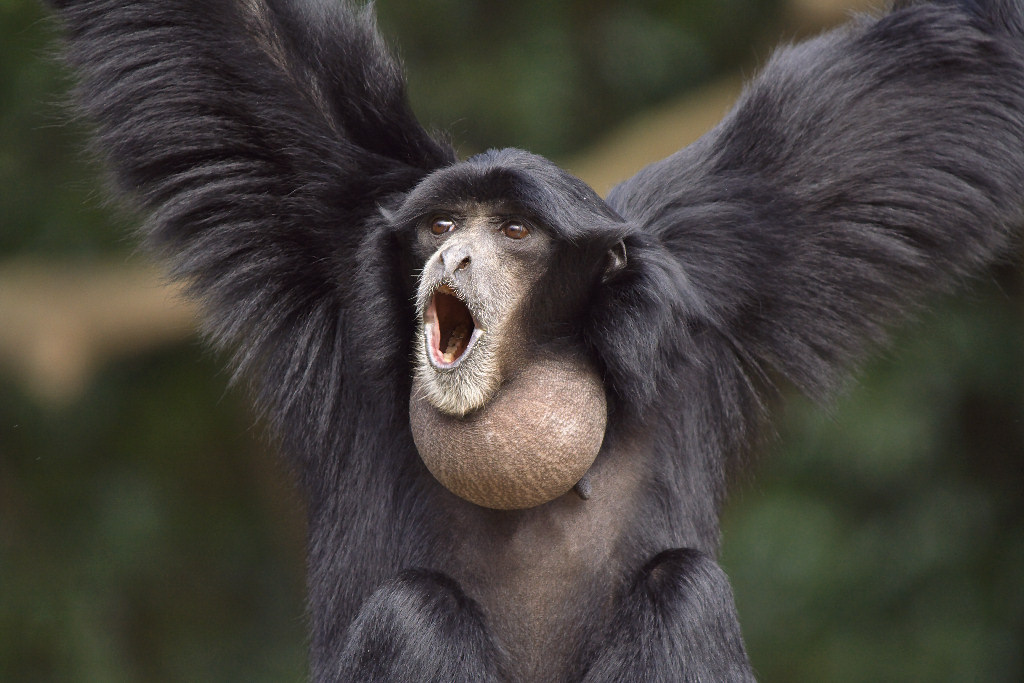
Worek krtaniowy siamanga osiąga rozmiary jego głowy

Woreczek krtaniowy u ssaków naczelnych występuje w kilku typach morfologicznych, parzyście lub pojedynczo, u niektórych (gibonowate, wyjce) może być nadymany powietrzem, tworząc na gardle wór, który u siamanga osiąga rozmiar jego głowy. U tych gatunków ma duże znaczenie w komunikacji głosowej osobników dorosłych. Prawdopodobnie pełni funkcję komory rezonansowej wzmacniającej dźwięki wydawane przez zwierzę, ale dotychczasowe badania na rezusach nie potwierdzają istotnego wpływu obecności woreczka na wydawany przez nie dźwięk. Natomiast u waleni woreczek krtaniowy może mieć wpływ nie tylko na wytwarzanie dźwięków, ale też na gospodarkę tlenem i termoregulację.